# Sheila Kitzinger
Sheila Helena Elizabeth Kitzinger MBE (Taunton, 29 de março de 1929 – Oxfordshire, 11 de abril de 2015) foi uma ativista britânica do parto natural e autora sobre parto e gravidez. Ela escreveu mais de 20 livros e tinha uma reputação mundial como uma defensora apaixonada e comprometida com a mudança.

## Vida e trabalho
Kitzinger nasceu na cidade de Taunton, condado de Somerset, na Inglaterra. Ela era uma antropóloga social especializada em gravidez, parto e paternidade de bebês e crianças pequenas. Ela fez campanha para que as mulheres tivessem as informações necessárias para fazer escolhas sobre o parto e era uma conhecida defensora do aleitamento materno. Ela se juntou ao conselho consultivo do National Childbirth Trust (NCT) em 1958 como professora e treinadora.
Ela ocupou cargos acadêmicos na Universidade de Edimburgo e na The Open University, e foi professora honorária na Universidade de West London, onde ensinou o mestrado em obstetrícia na Wolfson School of Health Sciences. Também ministrou oficinas de antropologia social do parto e amamentação. Ela escreveu muitos artigos e livros e foi ativa na educação em obstetrícia no Reino Unido e internacionalmente. Ela lecionou amplamente nos Estados Unidos e Canadá, Caribe, Israel, Austrália, América Latina, África do Sul, Japão e trabalhou como consultora da International Childbirth Education Association.
Ela acreditava firmemente que todas as mulheres que não estão em alto risco deveriam ter a opção de um parto domiciliar. Seus livros cobrem as experiências das mulheres de amamentação, cuidados pré-natais, planos de parto, indução do parto, peridurais, episiotomia, cuidados hospitalares no parto, experiências das crianças de estar presente no parto e estresse pós-traumático após o parto. Alguns de seus escritos foram controversos para a época; The Good Birth Guide (1979) pode ter causado uma ruptura em seu relacionamento com o NCT  e ela estava frequentemente em desacordo com visões feministas radicais. Seu trabalho é considerado influente na mudança da cultura em que as mulheres dão à luz. Ela acreditava que: "O nascimento é uma grande transição de vida. É – deve ser – também uma questão política, em termos de poder do sistema médico, como ele exerce controle sobre as mulheres e se permite que elas tomem decisões sobre seus próprios corpos e seus bebês”. Ela foi premiada com um MBE em 1982 em reconhecimento por seus serviços de educação para o parto.
Em 1987, ela fez uma longa aparição na televisão na primeira série do canal britânico Channel 4's, intitulado After Dark. Desde o final da década de 1980, ela foi editora da série da Pandora Press's: Issues in Women's Health; os livros desta série incluíam seu próprio The Midwife Challenge, e também o seminal The Politics of Breastfeeding, de Gabrielle Palmer.
Kitzinger morreu de câncer em Oxfordshire em 2015 após uma curta doença. Sua autobiografia, A Passion for Birth: My Life: Anthropology, Family and Feminism, foi publicada logo após sua morte. Ela tem cinco filhos; sua filha Celia Kitzinger é acadêmica e ativista.